# Bob-Europameisterschaft 1976
Die Bob-Europameisterschaft 1976 wurde am 21. und 22. Februar im Zweierbob und am 28. und 29. Februar 1976 im Viererbob zum dritten Mal auf dem Olympia Bob Run St. Moritz–Celerina im schweizerischen St. Moritz ausgetragen. Die EM war kurz nach den Olympischen Winterspielen in Innsbruck ein erneutes Aufeinandertreffen der europäischen Bobnationen, an deren Zusammensetzung sich seit der letzten Europameisterschaft einiges geändert hatte. Durch die Ausfälle der EM in den Jahren 1974 und 1975 war der letzte Europameistertitel 1973 in Cervinia vergeben wurden. Damit erlebten die Bobs der noch ziemlich jungen Bobnation DDR in St. Moritz eine EM-Premiere. Allerdings zählten die Athleten vom ASK Vorwärts Oberhof nicht zu den chancenlosen Neulingen. Spätestens bei Olympia in Innsbruck hatten sie mit Doppelgold für Bobpilot Meinhard Nehmer die Bobwelt in Aufregung versetzt. Nunmehr bestand für die Schweizer Gastgeber, und da speziell für Erich Schärer, die Möglichkeit zur Revanche.

## Zweierbob
Auf der völlig anders zu fahrenden Natureisbahn im Engadin waren die Schärer-Brüder von Beginn an das Maß der Dinge. Als einzige konnten sie gleich im ersten Lauf eine Zeit unter 1:12 min anbieten und bauten auch in den weiteren Durchgängen ihren Vorsprung kontinuierlich aus. Letztlich stand ein enormer Vorsprung von fast zweieinhalb Sekunden vor dem bundesdeutschen Duo Gaisreiter/Ertel zu Buche. Für die Schärer-Bruder war es der erste EM-Titel und eine äußerst gelungene Revanche für den Olympischen Bobwettbewerb. Das sehr gute Schweizer Abschneiden rundete Fritz Lüdi mit Bronze ab. Doppelolympiasieger Meinhard Nehmer musste zur Kenntnis nehmen, das eine Natureisbahn nochmals andere Anforderungen an den Piloten stellte als die neugebaute Kunsteisbahn in Igls. Mit über drei Sekunden Rückstand auf Schärer wurden ihm diesmal deutlich die Grenzen aufgezeigt. Aber auch ein anderer großer Bobathlet kam im kleinen Schlitten mit der Natureisbahn nicht zurecht: Der Zweierbob-Olympiasieger von Sapporo Wolfgang Zimmerer kam nur auf Platz zehn ein.
| Platz | Bob                                               | Lauf 1  | Lauf 2  | 1. Tag  | Lauf 3  | Lauf 4  | Gesamtzeit Rückstand |
| ----- | ------------------------------------------------- | ------- | ------- | ------- | ------- | ------- | -------------------- |
| 1     | Schweiz 1 Erich Schärer Peter Schärer             | 1:11,99 | 1:12,06 | 2:24,05 | 1:12,23 | 1:12,78 | 4:49.06              |
| 2     | BR Deutschland 2 Stefan Gaisreiter Donat Ertel    | 1:12,62 | 1:12,56 | 2:25,18 | 1:12,94 | 1:13,35 | 4:51.47 +2.41        |
| 3     | Schweiz 2 Fritz Lüdi Karl Häseli                  | 1:12,92 | 1:12,62 | 2:25,54 | 1:12,85 | 1:13,32 | 4:51.71 +2.65        |
| 4     | Schweiz 4 Gaudenz Beeli Guido Casty               | 1:12,77 | 1:12,67 | 2:25,44 | 1:13,27 | 1:13,56 | 4:52.27 +3.21        |
| 5     | DDR 1 Meinhard Nehmer Bernhard Germeshausen       | 1:13,00 | 1:12,68 | 2:25,68 | 1:13,12 | 1:13,63 | 4:52.43 +3.37        |
| 6     | Schweden 1 Carl-Erik Eriksson Kenth Rönn          | 1:12,94 | 1:13,66 | 2:26,60 | 1:13,28 | 1:13,61 | 4:53.49 +4.43        |
| 7     | DDR 3 Bernhard Lehmann Jochen Babock              | –       | –       | –       | –       | –       | 4:53.55 +4.49        |
| 8     | Italien Giorgio Alverà Lino Benoni                | –       | –       | –       | –       | –       | 4:53.61 +4.55        |
| 9     | DDR 2 Horst Schönau Raimund Bethge                | –       | –       | –       | –       | –       | 4:53.72 +4.66        |
| 10    | BR Deutschland Wolfgang Zimmerer Manfred Schumann | –       | –       | –       | –       | –       | 4:54.52 +5.46        |
| 11    | Österreich Werner Delle Karth Otto Preg           | –       | –       | –       | –       | –       | 4:54.83 +5.77        |
| 12    | Österreich Manfred Stengl Hans Eichinger          | –       | –       | –       | –       | –       | 4:54.89 +5.83        |
| 13    | Schweiz Hans Candrian Walter Gilgen               | –       | –       | –       | –       | –       | 4:55.17 +6.11        |
| 14    | Österreich Fritz Sperling Kurt Oberhöller         | –       | –       | –       | –       | –       | 4:56.04 +6.98        |

## Vierer-Bob Männer
Nach zwei Fahrten sah es nach einem Doppelerfolg des Schweizers Erich Schärer aus, der knapp vor den bundesdeutschen Bobs mit den Piloten Stefan Gaisreiter und Wolfgang Zimmerer führte. Speziell Letzterer hatte schon im Training gezeigt, dass er es bei seinem letzten offiziellen Wettkampf noch einmal wissen wollte. Am zweiten Wettkampftag war es vor allem der dritte Lauf, der den Bob um Pilot Erich Schärer ins Hintertreffen brachte. Pilot Stefan Gaisreiter fuhr im besagten Lauf die mit Abstand beste Zeit und legte so den Grundstein für den Titelgewinn. Mit dem recht geringen Abstand von 18 Hundertstel Sekunden gewann Altmeister Wolfgang Zimmerer bei seinem allerletzten Wettkampf mit Silber nochmals Edelmetall, für Erich Schärer blieb Bronze. Olympiasieger Meinhard Nehmer verbesserte sich mit seiner Crew von Lauf zu Lauf und erreicht mit einem erträglichen Rückstand von etwas über einer Sekunde auf die Sieger noch einen achtbaren vierten Platz.
| Platz | Bob                                                                                 | Lauf 1  | Lauf 2  | 1. Tag  | Lauf 3  | Lauf 4  | Gesamtzeit Rückstand    |
| ----- | ----------------------------------------------------------------------------------- | ------- | ------- | ------- | ------- | ------- | ----------------------- |
| 1     | BR Deutschland 2 Stefan Gaisreiter Hans Wagner Walter Gilik Donat Ertel             | 1:10,79 | 1:10,50 | 2:21,29 | 1:10,26 | 1:10,99 | 4:42.54                 |
| 2     | BR Deutschland 1 Wolfgang Zimmerer Peter Utzschneider Bodo Bittner Manfred Schumann | 1:10,46 | 1:10,90 | 2:21,36 | 1:10,43 | 1:10,93 | 4:42.72 +0.18           |
| 3     | Schweiz 2 Erich Schärer Peter Schärer Werner Camichel Josef Benz                    | 1:10,38 | 1:10,70 | 2:21,08 | 1:10,74 | 1:10,97 | 4:42.79 +0.25           |
| 4     | DDR 1 Meinhard Nehmer Jochen Babock Bernhard Germeshausen Bernhard Lehmann          | 1:11,06 | 1:11,18 | 2:22,24 | 1:10,47 | 1:10,90 | 4:43.61 +1.07           |
| 5     | Schweiz 4 Giancarlo Torriani Angelo Federspiel Peter Casty Orlando Ponato           | 1:10,78 | 1:10,76 | 2:21,54 | 1:10,82 | 1:11,31 | 4:43.67 +1.13           |
| 6     | Schweiz 1 Fritz Lüdi Thomas Hagen Rudolf Schmid Karl Häseli                         | 1:10,85 | 1:11,87 | 2:22,72 | 1:11,24 | 1:11,45 | 4:45.41 +2.87           |
| 7     | Schweiz 3 Thomas Caplazi Ueli Bächli Walter Gilgen Hansjörg Trachsel                | 1:11,16 | 1:11,82 | 2:22,98 | 1:11,00 | 1:11,75 | 4:45.73 +3.19           |
| 8     | BR Deutschland 3 Jakob Resch J. Barzen H.Berg W. Barfuss                            | –       | –       | –       | –       | –       | 4:47,04 +4.50           |
| 9     | Italien 1 Fausto Soravia F. Dacol R. Porzia E. Fiori                                | –       | –       | –       | –       | –       | 4:47,28 +4.74           |
| 10    | Österreich 3 Manfred Stengl B. Purkrabek Franz Jakob H. Eichinger                   | –       | –       | –       | –       | –       | 4:47,81 +5.27           |
| 11    | Österreich 1 Dieter Delle Karth ?                                                   | –       | –       | –       | –       | –       | 4:47,81 +5.27           |
| 12    | Österreich 2 Werner Delle Karth ?                                                   | –       | –       | –       | –       | –       | 4:47,86 +5.32           |
| -     | DDR 2 Horst Schönau Horst Bernhardt Harald Seifert Raimund Bethge                   | –       | –       | –       | –       | –       | DNF im 4. Lauf gestürzt |

–  … keine Laufzeiten vorhanden

## Medaillenspiegel
| Platz | Nation         | Gold | Silber | Bronze |
| ----- | -------------- | ---- | ------ | ------ |
| 1     | BR Deutschland | 1    | 2      | –      |
| 2     | Schweiz        | 1    | –      | 2      |